# Main Street Diner
Das heutige Lanna Thai Diner (ehem. Jack’s Diner, Stella’s Diner bzw. Main Street Diner) ist ein 1952 gebauter Diner in Woburn im Bundesstaat Massachusetts der Vereinigten Staaten. Es zählt zu den sogenannten „Stainless-Steel-Dinern“, da es zu großen Teilen aus rostfreiem Stahl besteht, und wurde am 22. November 2000 im Rahmen der Multiple Property Submission Diners of Massachusetts MPS unter der Bezeichnung Main Street Diner in das National Register of Historic Places (NRHP) eingetragen. Im Folgenden wird jedoch der aktuelle Name verwendet.

## Beschreibung
Das Lanna Thai Diner ist das einzige Diner in Woburn und war eines der ersten des „Stainless-Steel-Typs“ der Worcester Lunch Car Company. Es wurde 1952 kundenindividuell mit der Baunummer #834 angefertigt und ist daher kein Serienprodukt. Mit seiner Sitzplatzkapazität von lediglich 30 bis 36 Personen zählt es zu den kleinsten Ausführungen dieses Dinertyps. Einzigartig ist die Verbindung zwischen dem Äußeren aus Stahl und dem Inneren aus Holz.
Das Diner befindet sich an der südlichen Grenze eines Geschäftsviertels im nördlichen Woburn unmittelbar an der Massachusetts Route 38, die an dieser Stelle Main Street heißt und dem Diner den Namen gab, mit dem er im Register eingetragen wurde. Trotz seiner räumlichen Nähe zu einem benachbarten Gebäude steht das Diner frei und belegt ein eigenes Grundstück. Es ist außen mit rostfreiem Stahl (englisch stainless steel) verkleidet, der mit horizontalen Email-Elementen in königsblauer Farbe verziert ist. Der mittig angeordnete Eingang ist überdacht und verfügt über ein Vestibül mit quadratischer Grundfläche, dessen Tür im Original erhalten ist. Das abgerundete Walmdach ist mit Asphalt-Schindeln gedeckt. Ein zweiter Eingang an der Nordseite wird nicht benutzt und verfügt auch nicht über Stufen. Zwischen den Fenstern stützen kannelierte Pilaster die Konstruktion ab. Die Küche ist in einem Anbau aus Beton auf der Rückseite des Diners untergebracht.
Im Inneren dominiert eine L-förmige Theke mit 12 Barhockern, an der Westseite gibt es Sitzplätze mit Tischen. Das ursprüngliche Farbschema aus Hellblau, Creme und Schwarz – ebenfalls zu sehen im Wilson’s Diner in Waltham – ist noch im Original erhalten, ebenso wie die Fußstange und die gekachelten Wände unterhalb der Fenster.

## Historische Bedeutung
Das Lanna Thai Diner ist eines der ersten „Stainless-Steel-Diner“ der Worcester Lunch Car Company und illustriert die Bemühungen des Unternehmens, seine Produkte den veränderten Marktbedürfnissen nach dem Zweiten Weltkrieg anzupassen. Vor der Errichtung des Diners im Jahr 1952 befand sich an derselben Position das 1937 ebenfalls von der Worcester Lunch Car Company gebaute Shipper’s Diner.
1937 war das Shipper’s Diner eines von insgesamt 41 Restaurants in Woburn, jedoch das einzige, das als Diner bezeichnet wurde. Das heute noch genutzte Gebäude wurde am 22. Mai 1952 als Jack’s Diner ausgeliefert und aufgebaut, ohne dass jedoch der damalige Betreiber namentlich festgehalten wurde. Dem Anschein nach handelt es sich um einen Ersatz für den an gleicher Stelle bis 1952 genutzten Restaurantwagen. Auch in den städtischen Aufzeichnungen wird der Eigentümer bis 1970 nicht benannt.
Das Diner spielt eine wichtige Rolle in der Entwicklung der Diner in Massachusetts, da an ihm der Aufwand des Herstellers erkennbar wird, seine älteren Restaurantwagen mit Tonnendach und Email-Verkleidung zu modernisieren, da sie einem zunehmenden Wettbewerbsdruck ausgesetzt waren. Die Stahl-Diner konnten aufgrund der Sektionsbauweise wesentlich größer gebaut werden und boten auch neue Formen und Oberflächen an, die das Unternehmen bis dahin nicht im Programm hatte. Die Kunden der Worcester Lunch Car Company beschwerten sich daher zunehmend darüber, dass das Unternehmen „nichts auf dem neuesten Stand“ baue.
1952 begann das Unternehmen daher, seine eigene Interpretation des „Stainless-Steel-Diners“ zu entwickeln, und lieferte das Lanna Thai Diner als eines der ersten Exemplare dieser Neuentwicklung aus. Dennoch weigerte sich der Inhaber Philip Duprey beharrlich, neue Werkzeuge für die Produktion der Stainless-Steel-Diner anzuschaffen, was letztlich dazu führte, dass immer mehr Kunden zu Wettbewerbern gingen und die Worcester Lunch Car Company 1961 den Geschäftsbetrieb einstellen musste, nachdem sie 1957 den letzten Diner verkauft hatte. 1975 wurde das damalige Stella’s Diner von John Baeder in einem Gemälde verewigt.